# Graptopetalum
Genre
Classification phylogénétique
Graptopetalum est un genre botanique appartenant à la famille des Crassulaceae et comprenant une douzaine d'espèces succulentes. Ces plantes sont originaires du Mexique et d'Arizona.
Le genre doit son nom au fait que les pétales (petalum) de ses fleurs sont tachetés (grapto).

## Espèces
- Graptopetalum amethystinum  (Rose) E.Walther
- Graptopetalum bartramii  Rose
- Graptopetalum bellum (Moran & J.Meyrán) D.R.Hunt, 1979
- Graptopetalum filiferum (S.Watson) Whitehead
- Graptopetalum fruticosum  Moran
- Graptopetalum grande  Alexander
- Graptopetalum macdougallii  Alexander
- Graptopetalum marginatum  Kimnach & Moran
- Graptopetalum mendozae  Glass & Chazaro
- Graptopetalum occidentale  Rose ex Walther
- Graptopetalum pachyphyllum  Rose
- Graptopetalum paraguayense  (N.E.Br.) E.Walther
- Graptopetalum pentandrum Moran
- Graptopetalum pusillum  Rose
- Graptopetalum rusbyi  (Greene) Rose
- Graptopetalum saxifragoides  Kimnach

## Hybrides
Le genre Graptopetalum peut facilement s'hybrider avec des genres proches tels que Sedum ou Echeveria (croisements intergénériques). Ces hybrides sont alors nommés par la fusion du nom des deux genres comme « Graptoveria » résultant du croisement d'un Graptopetalum et d'un Echeveria. Ce type de croisements donne souvent de beaux résultats appréciés des horticulteurs.